# Téliszalámi de Budapest
Le téliszalámi de Budapest est un salami hongrois, de type téliszalámi à base de porc fumé. C'est une spécialité de Budapest. Il bénéficie d'une indication géographique protégée (IOP) sous le nom de budapesti téliszalámi.

## Aire géographique de protection
Outre le téliszalámi de Budapest ou Budapesti téliszalámi, il existe en Hongrie une autre IOP concernant le Szegedi téliszalámi.